# Número altamente poderoso
Na teoria elementar dos números, um número altamente poderoso é um número inteiro positivo que satisfaz uma propriedade introduzida pelo matemático indo-canadense Mathukumalli V. Subbarao. O conjunto de números altamente poderosos é um subconjunto próprio do conjunto de números poderosos.
Defina prodex(1)=1. Seja {\displaystyle n} um número inteiro positivo, de modo que {\displaystyle n=\prod _{i=1}^{k}p_{i}^{e_{p_{i}}(n)}}, {\displaystyle p_{1},\ldots ,p_{k}} são {\displaystyle k} primos distintos em ordem crescente e {\displaystyle e_{p_{i}}(n)} é um número inteiro positivo para {\displaystyle i=1,\ldots ,k}. Defina {\displaystyle \operatorname {prodex} (n)=\prod _{i=1}^{k}e_{p_{i}}(n)}. (sequência A005361 na OEIS) O inteiro positivo {\displaystyle n} é definido como um número altamente poderoso se e somente se, para cada inteiro positivo {\displaystyle m,\,1\leq m<n} implica que {\displaystyle \operatorname {prodex} (m)<\operatorname {prodex} (n).}
Os primeiros 25 números altamente poderosos são: 1, 4, 8, 16, 32, 64, 128, 144, 216, 288, 432, 864, 1296, 1728, 2592, 3456, 5184, 7776, 10368, 15552, 20736, 31104, 41472, 62208, 86400. (sequência A005934 na OEIS)